# Navalcarnero
Navalcarnero es un municipio y localidad española al sur de la Comunidad de Madrid. El término municipal tiene una población de 32 683 habitantes (INE 2024).

## Geografía
Ubicado en la zona suroeste de la Comunidad de Madrid, dista de la capital del país unos 27 km por autovía. Las coordenadas geográficas de Navalcarnero son 40º 17' 5 latitud norte y 4º 0' 49 longitud oeste.
Su término municipal linda al norte con Sevilla la Nueva y Villaviciosa de Odón, al sur con El Álamo, Batres y con la provincia de Toledo con el municipio de Casarrubios del Monte, al este con Móstoles, Arroyomolinos y Moraleja de Enmedio; y al oeste con Villamanta. Forma parte de la Comarca Sur.
Al este discurre el principal cauce fluvial que lo surca: el río Guadarrama, que hace de límite municipal. Además, existen numerosos cursos de agua de poca importancia, generalmente sin caudal durante el verano.
| Noroeste: Sevilla la Nueva | Norte: Villaviciosa de Odón         | Nordeste: Villaviciosa de Odón y Móstoles           |
| Oeste: Villamanta          |                                     | Este: Móstoles, Arroyomolinos y Moraleja de Enmedio |
| Suroeste: Villamanta       | Sur: Casarrubios del Monte (Toledo) | Sureste: El Álamo y Batres                          |

### Topografía
El terreno donde está sito Navalcarnero no presenta grandes elevaciones pero sí tiene un relieve bastante movido, alternándose constantemente en él paisaje llanos, cerros y lomas, sin grandes pendientes. El centro de la localidad se encuentra lleno de cuevas creadas por el ser humano (algunas en los últimos años), que generan problemas de estabilidad.

### Clima
La localización se encuentra en una zona caracterizada por un clima mediterráneo continental, con veranos muy calurosos e inviernos muy fríos (temperatura media anual de 14 °C, precipitación media de 450 mm/año, duración período de heladas unos 6 meses y período de sequías 3-4 meses).

## Historia

### Fundación
La ciudad de Segovia, desde 1480, en que los Reyes Católicos le enajenaron todo el Sexmo de Valdemoro (Chinchón, Valdelaguna, Villaconejos, Bayona, Ciempozuelos, San Martín de la Vega, Seseña,...) y parte del Sexmo de Casarrubios (Odón, Sacedón, Brunete, Quijorna, Cienvallejos, Tiracentenos, Zarzuela, La Cabeza, la Veguilla, Serranillos, Moraleja Mayor, Moraleja de Enmedio...), para hacer merced de todo ello a los marqueses de Moya, venía realizando todo tipo de acciones ante la Corona para recuperar todo lo que se le había sustraído.
Pasaban los años y nada conseguía. Entre tanto, los baldíos de la ciudad, que se extendían desde Brunete hasta Casarrubios, iban siendo ocupados por los vasallos de los marqueses de Moya y por los del comendador Gonzalo Chacón, señor de Casarrubios, Arroyomolinos, El Álamo, Villamanta y Valmojado. Por ello, a finales de 1499, a fin de poner remedio a tales ocupaciones y para mantener la jurisdicción en la zona, decidió fundar una nueva población, a la que iba a denominar Navalcarnero, exactamente en medio de los terrenos y las poblaciones en conflicto.
Los seis vecinos de Perales, que labraban por estos contornos, iban a ser la semilla con la que la ciudad de Segovia acometería la empresa de fundar el nuevo pueblo. Durante el verano de 1499 Segovia irá preparando la fundación para darle forma de legalidad e implicar en ello a la Corona. Calladamente, el 19 de septiembre de 1499, consiguió hábilmente una provisión real de la Corona en la que se ordenaba a la ciudad fuese a Navalcarnero para poner alcaldes y alguacil, es decir para constituir el primer Ayuntamiento.
El miércoles 10 de octubre de 1499 el representante del concejo segoviano, Hernán Pérez, se trasladó hasta Navalcarnero, reunió cinco vecinos de Perales, pues uno estaba ausente, y en un acto sencillo se procedió a la elección del primer Ayuntamiento que tuvo Navalcarnero. Con este sencillo acto, la ciudad, acababa de fundar un nuevo pueblo: Navalcarnero. Los seis vecinos de Perales, que, ni tan siquiera tenían casa aquí, pasaban a ser vecinos de la nueva población.
Fue este el primer concejo de Navalcarnero, formado por dos alcaldes, cada uno con sus funciones, tal como era costumbre en la época, y por un alguacil. Los alcaldes iban a "entender" en asuntos que no sobrepasasen los sesenta maravedís. Todo lo que superara dicha cantidad tendrían que remitirlo a Segovia, para que allí se resolviese en justicia.
Las primeras casas se construyeron en el barrio de los Castines por cañariegos —pastores que pasan por las cañadas con ganado trashumante— de Villacastín (Segovia).
El conde Gonzalo Chacón, señor de Casarrubios, se opuso, incluso por la fuerza, al desarrollo de la nueva población por considerar que se situaba en sus dominios. Se inició así un pleito larguísimo, que duró 112 años, entre los señores de los contornos y la ciudad de Segovia, que vence definitivamente en 1617, año en que se restituyen a Navalcarnero sus ejidos y se fijan los mojones correspondientes.

### Guerra de las Comunidades
A poco de fundado Navalcarnero, sobre 1521, se vive en Castilla una importante contienda en defensa de los fueros comunales, la guerra de las Comunidades. A la llamada de Segovia acude Navalcarnero encabezado por Alonso de Arreo, regidor y procurador del Concejo del Municipio.

### Privilegio de villazgo

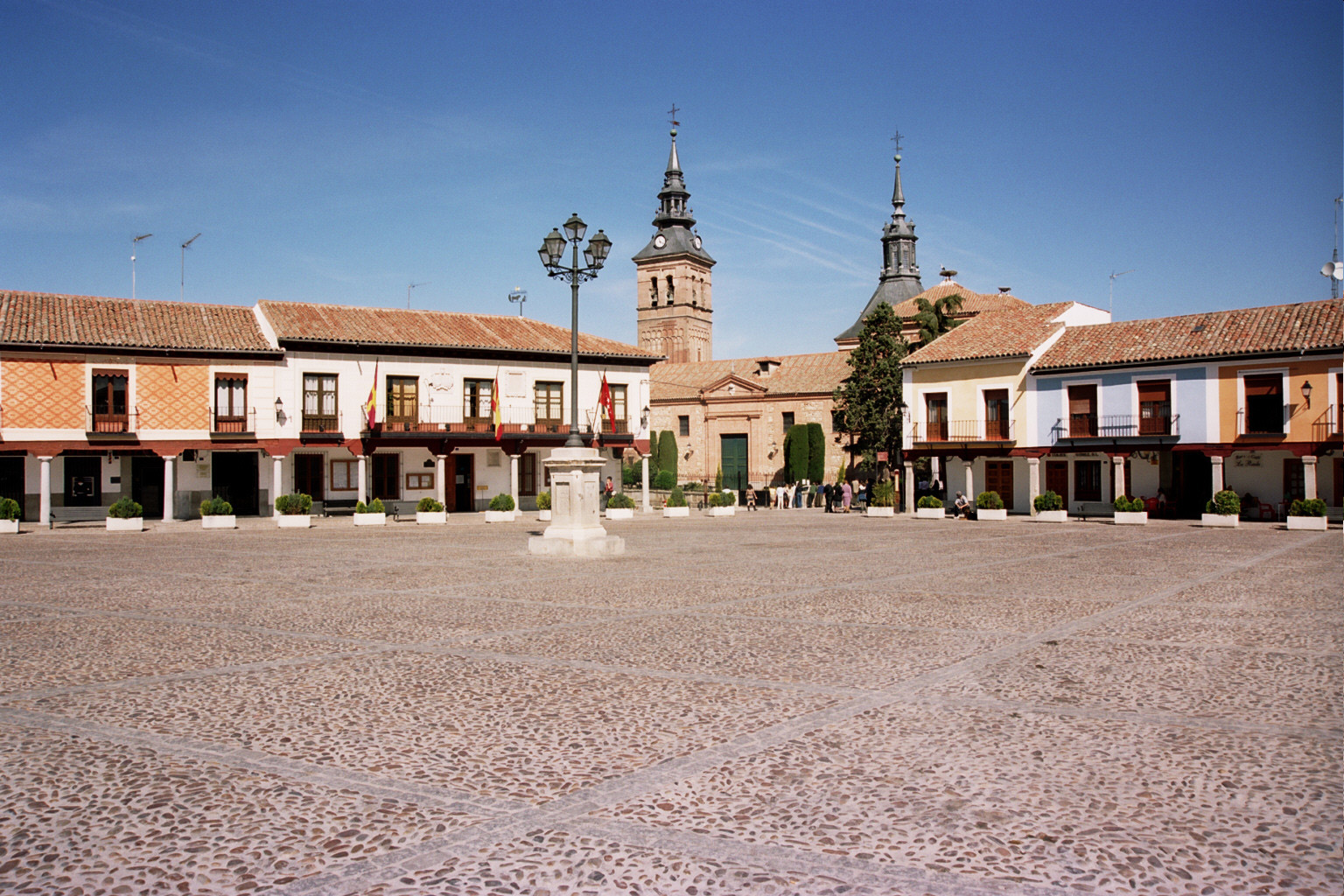
Plaza de Segovia con el antiguo ayuntamiento y la iglesia de Nuestra Señora de la Asunción

Navalcarnero estuvo bajo la jurisdicción de Segovia desde 1499 hasta 1627. Durante ese largo período los embates de los señoríos cercanos para acabar con la nueva población segoviana fueron continuos. Cuatro veces fue quemada y varias más intentaron arrasarla a mano armada. La ciudad asumió la defensa de Navalcarnero desde el primer momento, respondiendo a cada uno de los ataques con contundencia. Contra los marqueses de Moya y sus sucesores, que pretendían quedarse con la propiedad de la dehesa Marimartín, sostuvo la ciudad un pleito en defensa del término de Navalcarnero que duró desde la fundación hasta el año 1592, es decir, noventa y tres años. Contra el comendador Gonzalo Chacón y sus sucesores, que intentaban quedarse con el resto del término de Navalcarnero, incluida la misma población, sostuvo la ciudad otro pleito en defensa de la villa que duró desde la fundación hasta el año 1617, es decir, ciento dieciocho años. Ambos pleitos fueron costeados por la Ciudad y Tierra de Segovia para que la población permaneciese dentro de la Comunidad, es decir, bajo la jurisdicción segoviana.
Estas dificultades templaron el ánimo de los pobladores desde el primer momento y forjaron hombres duros, dispuestos a sobrevivir en la adversidad, con vocación de permanencia y con iniciativa para mejorar sus condiciones de vida. Acabados los pleitos principales, en 1592, con los sucesores de los marqueses de Moya y, en 1617, con los sucesores de Gonzalo Chacón, diez años después, en 1627, el vecindario se emancipó de Segovia comprando su propia jurisdicción a la Corona, haciéndose villa independiente. El disgusto que esta emancipación proporcionó a Segovia fue grande y luchó denodadamente para que no se produjera. Mas Navalcarnero nunca renegó de sus raíces y buena prueba de ello es que adoptó el escudo de las armas de Segovia para mantenerlo en su propio escudo de armas.

### Estancia de los jesuitas
La primitiva parroquia de Navalcarnero pertenecía al arciprestazgo de Casarrubios. El primer párroco fue el doctor Juan Bautista de Madrid, quien decidió en 1563, solicitar al papa Pío IV que uniese el curato con un Colegio-Casa de los Jesuitas que el Colegio de Jesús de Alcalá de Henares, tenía previsto fundar en el pueblo.
La Compañía de Jesús entró en Navalcarnero en octubre del año 1566, fundando su casa en el cementerio de la parroquia, donde continuó hasta su expulsión por Carlos III en 1767.
El seminario de estudios creado por los jesuitas, alcanzó gran prestigio, aumentando día a día el número de discípulos que asistían provenientes de otras comarcas. En el año 1576, se pasó el Noviciado que estaba en Alcalá a Navalcarnero, continuando aquí hasta el año 1600 en que se trasladó a Madrid.
El pueblo de Navalcarnero, descontento con la situación, quiere su cura propio para que regente su iglesia parroquial. Además, existe una cuestión económica ya que los recursos con que contaba la parroquia eran administrados por el rector. Navalcarnero entabla, por tanto, varios pleitos con la Compañía pero sin resultado favorable. Incluso, se quiso fundar una viceparroquia, utilizando para ello la iglesia de San José, pero fracasó por la oposición que de ello hicieron los jesuitas.

### Bodas reales

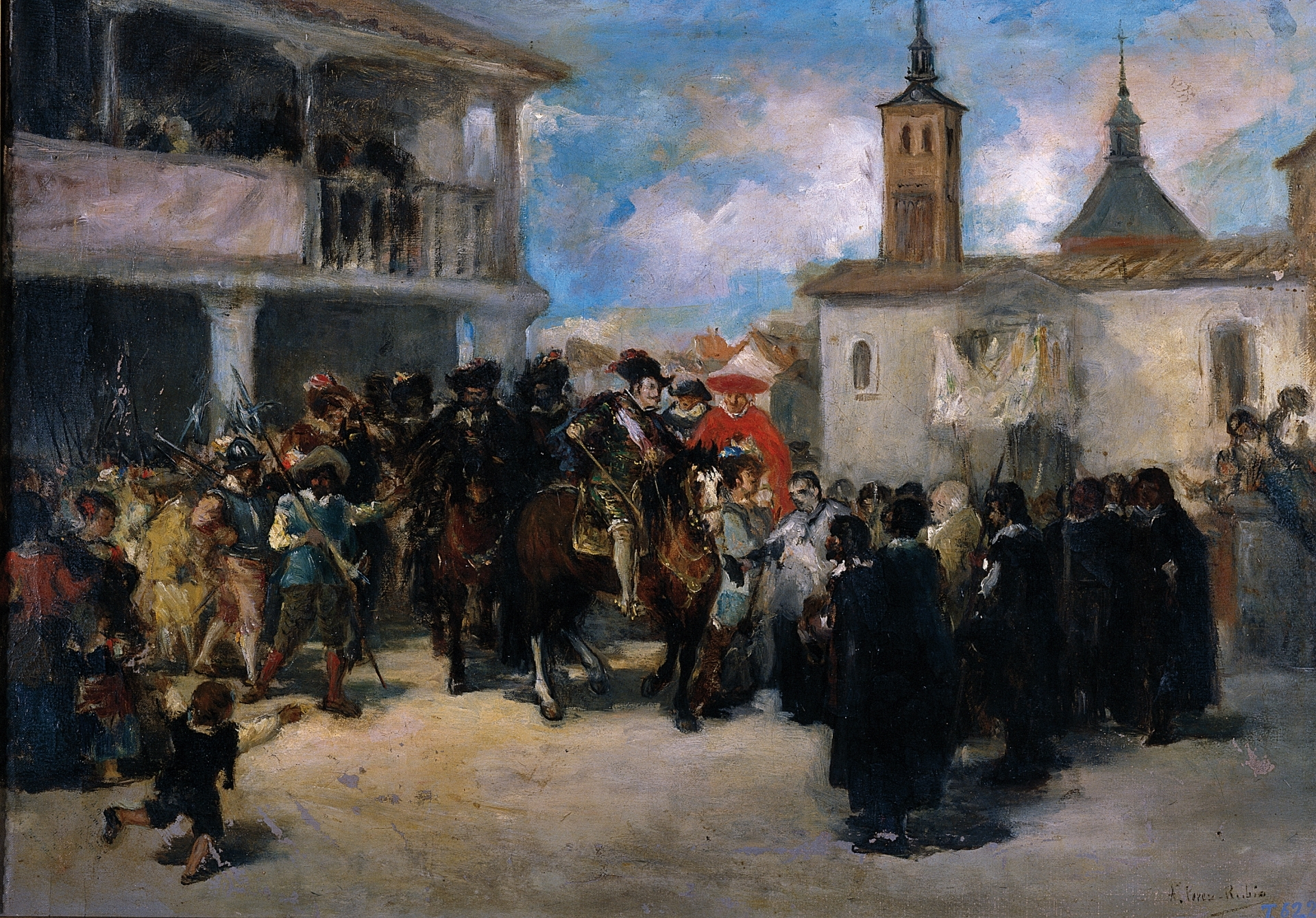
El rey Felipe IV en Navalcarnero por Antonio Pérez Rubio. Navalcarnero acogió el enlace de Felipe IV con Mariana de Austria

El 7 de octubre de 1649, Navalcarnero fue testigo del acontecimiento más importante de toda su historia: las velaciones del rey Felipe IV con su sobrina la archiduquesa Mariana de Austria.
El agradecimiento de Felipe IV a Navalcarnero por haber tenido lugar en el mismo su Real Casamiento... y para que haya memoria dello fue la concesión del privilegio, fechado en Madrid, el 4 de junio de 1651, por el que otorgaba a la villa la merced de que pudiera intitularse "La Villa de Villa Real de Navalcarnero". El título de "Villa" ya le había sido otorgado a Navalcarnero en el año 1627, al emanciparse de Segovia, ahora con motivo de la boda real conseguía de Felipe IV poder añadir a este el de "Villa Real". Es, por tanto, doblemente "Villa". De ahí la intitulación que le da el privilegio: la hago, e intitulo, la Villa de Villa Real de Navalcarnero.
La cédula real de la concesión decía así:

Por e teniendo consideración a la ocasión de haber celebrado mi Real Casamiento con la serenísima Reina Doña Mariana de Austria mi muy cara y muy amada mujer en la Villa de Navalcarnero, y por haber ella recibido el honor y porque haya memoria dello he tenido por bien de hacer la merced como por ésta se la hago de que de aquí adelante perpetuamente, para siempre jamás la dicha Villa de Navalcarnero, se pueda llamar e intitule y la hago, e intitulo, La Villa de la Villa Real de Navalcarnero. Y con esta conformidad mando que sea tratada por escrito y de palabra y a los del mi Consejo, Presidente y oidores de las mis audiencias y chancillerías y otros cualesquier mis jueces y justicias y personas de todas las ciudades, Villas y lugares desto mis Reinos y señoríos que guarden y cumplan y hagan guardar y cumplir ésta mi Cédula y lo en ella contenido. Fecha en Madrid a 4 de junio de 1651. Confirmada de S.M. Refrendada y señalada de los dichos.

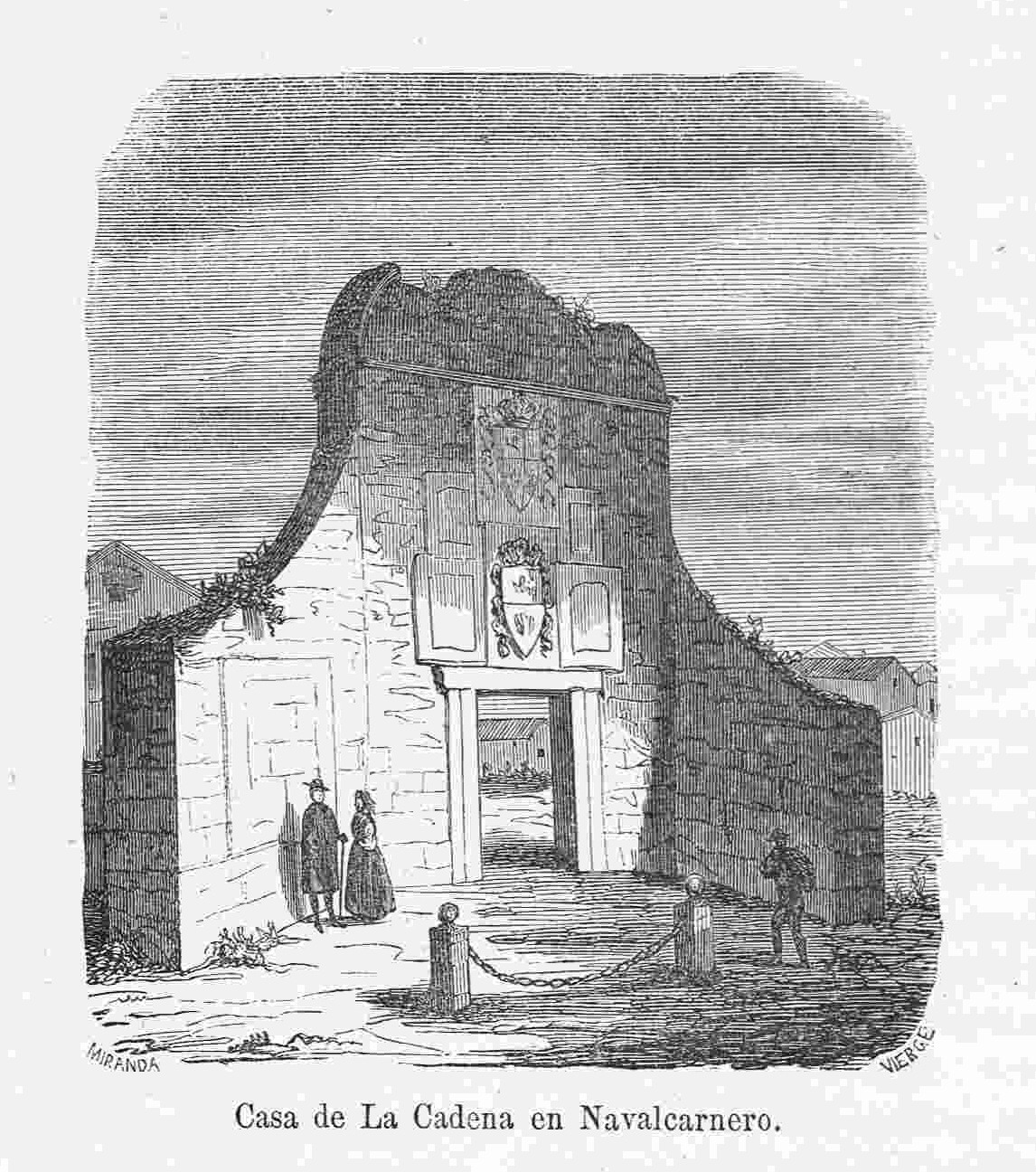
Casa de la Cadena (c. 1866)

El otorgamiento del título de "Villa Real" concedido por Felipe IV a Navalcarnero sucedía veintiséis años después de la emancipación. En estos momentos la población se hallaba en un compás de espera. En el siglo XVIII dará un salto cuantitativo y a finales del siglo XIX suscitará la admiración en los escritores por el espíritu luchador de sus vecinos y el desarrollo alcanzado en la villa a causa de ello. Este testimonio es un bello canto a la tenacidad de los moradores de este pueblo que se forjó en el mar revuelto de la adversidad, el cual nació más tarde que la mayoría de las poblaciones de la comarca y alcanzó, sin embargo, cotas superiores de prosperidad y preeminencia sobre las poblaciones que le rodean, siendo designado, por ello, cabeza de partido judicial, cuyo ámbito engloba una veintena de pueblos.

### Guerra de Sucesión y Guerra de Independencia
En la Guerra de Sucesión, Navalcarnero tomó parte aprovisionando a las tropas de Felipe V por orden del Consejo de Castilla.
También tuvo un papel destacado en la Guerra de Independencia, en la que el alcalde Antonio Celedonio Lorente envió noticias a Talavera, Trujillo, Badajoz y Sevilla el 2 de mayo de 1808, del alzamiento contra los franceses en Madrid, para que estas localidades también se rebelaran. El resultado fue que toda Extremadura se armó en breves días para combatir a las tropas francesas.

### SigloXXI
El Gobierno de la Comunidad de Madrid planteó a comienzos de la década de 2010 la construcción de un «aeródromo del Suroeste» (aeropuerto de El Álamo-Navalcarnero) entre los términos municipales de Navalcarnero y El Álamo. El proyecto quedó sin embargo abandonado.

## Demografía
Navalcarnero cuenta con una población de 32 683 habitantes (INE 2024).
| Gráfica de evolución demográfica de Navalcarnero entre 1842 y 2021                                                  |
| |
| Población de derecho según los censos de población del INE Población de hecho según los censos de población del INE |

## Economía

### Turismo
La declaración de la iglesia de Nuestra Señora de la Asunción como Monumento Histórico-Artístico en el año 1982, así como la declaración de Bien de Interés Cultural en el año 2000, en la categoría de Conjunto Histórico, a la plaza de Segovia, la iglesia parroquial y su entorno, supusieron un impulso al turismo en la localidad. Aunque hay que lamentar los daños en los restos históricos que ha causado la construcción de cuevas en la plaza.
Así, a comienzos del siglo XXI se suscribieron acuerdos y convenios en materia de conservación de patrimonio, con el fin de recuperar las zonas y barrios catalogados como Áreas de Rehabilitación Preferente y actuar en edificios históricos. Asimismo, se realizó el acondicionamiento y la recuperación de la imagen histórica de la plaza de Segovia y la mejora de diferentes calles de la villa en relación con sus orígenes castellanos. Paralelamente, se construyeron nuevas plazas, fuentes y monumentos, y se pusieron en marcha proyectos de recuperación y reconstrucción de antiguos espacios públicos, ermitas y humilladeros.

### Vinos de Navalcarnero

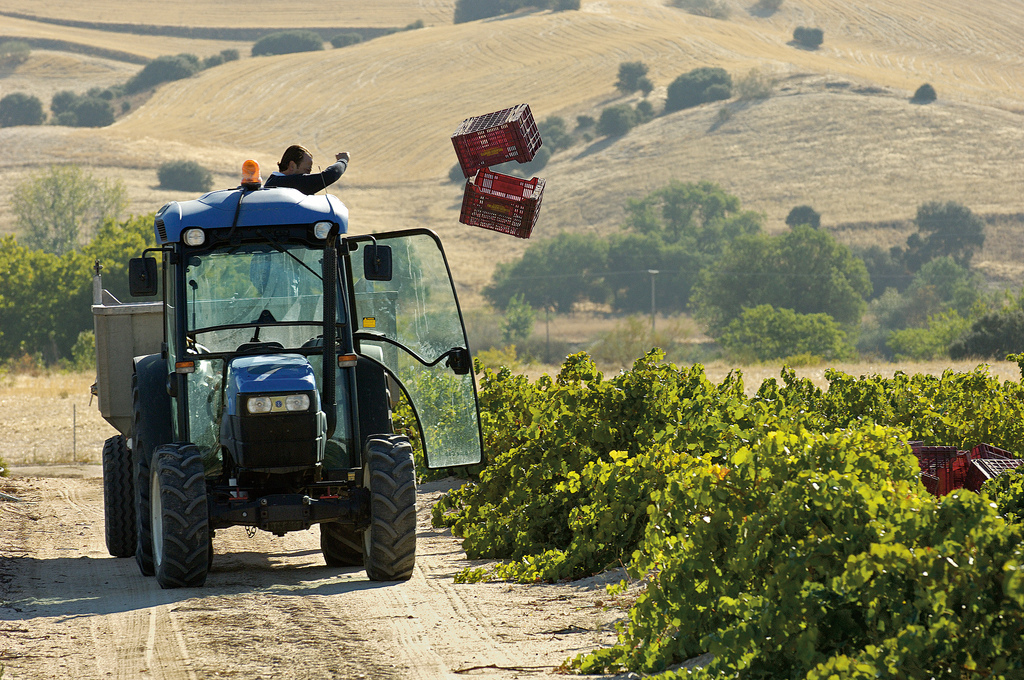
Viñedo en Navalcarnero

Los vinos de Navalcarnero están acogidos a la Denominación de Origen de Vinos de Madrid desde 1990, y el municipio da nombre a la subzona suroeste de la denominación.
Navalcarnero destaca por sus vinos, actualmente reconocidos tanto en España como a nivel internacional. Desde sus antecedentes históricos hasta nuestros días, los caldos navalcarnereños se han considerado un bien preciado, siendo las variedades de uva malvar blanca y la tinta Garnacha de la comarca, las que le confieren la riqueza de sabores a sus vinos tintos, rosados y blancos. La primera es una variedad casi exclusiva de la región madrileña y de la vecina comarca toledana de Méntrida, cuando se elabora con mimo afloran en sus vinos unos aromas primarios impensables hace unos años en los blancos. La segunda, bien elaborada, produce unos vinos rosados de bello color, afrutamiento, aroma intenso y personal, mientras que en los tintos da gran riqueza de sabores.
Actualmente los vinos de Navalcarnero son muy conocidos y apreciados sobre todo en Madrid. Debido a la composición de sus tierras, los vinos de esta región ligan muy bien con platos fuertes como las calderetas, las legumbres, los callos y la caza. Entre las bodegas se encuentran Bodega Muñoz Martín, Bodega Andrés Diaz y Bodega Cardeña.

## Administración y política

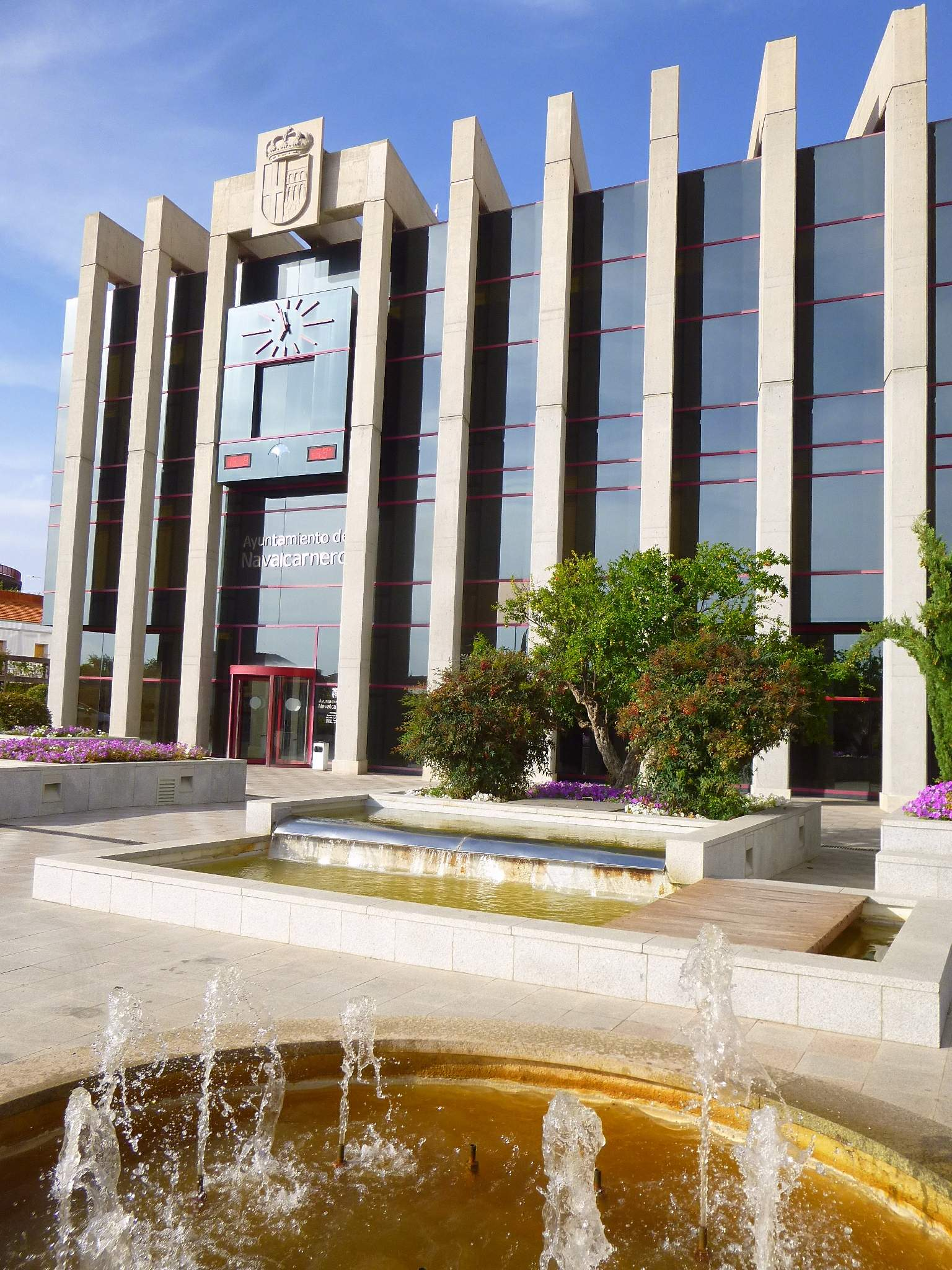
Ayuntamiento de Navalcarnero

| Periodo   | Nombre                       | Partido | Partido                                  |
| --------- | ---------------------------- | ------- | ---------------------------------------- |
| 1979-1983 | Francisco Sandoval Caballero |         | Partido Independiente Navalcarnero (PI)  |
| 1983-1995 | José Luis Adell Fernández    |         | Partido Socialista Obrero Español (PSOE) |
| 1995-2015 | Baltasar Santos González     |         | Partido Popular (PP)                     |
| 2015-act. | José Luis Adell Fernández    |         | Partido Socialista Obrero Español (PSOE) |

| Partido político                         | 2023  | 2023  | 2023       | 2019  | 2019  | 2019       | 2015  | 2015  | 2015       | 2011  | 2011  | 2011       | 2007  | 2007  | 2007       |
| Partido político                         | Votos | %     | Concejales | Votos | %     | Concejales | Votos | %     | Concejales | Votos | %     | Concejales | Votos | %     | Concejales |
| Partido Socialista Obrero Español (PSOE) | 6197  | 41,45 | 10         | 5794  | 44,54 | 11         | 3315  | 27,32 | 6          | 3250  | 29,72 | 7          | 2640  | 30,20 | 5          |
| Partido Popular (PP)                     | 4048  | 27,07 | 6          | 1577  | 12,12 | 3          | 2601  | 21,43 | 5          | 5781  | 52,87 | 12         | 5620  | 64,29 | 12         |
| Vox                                      | 1835  | 12,27 | 3          | 1518  | 11,67 | 2          | —     | —     | —          | —     | —     | —          | —     | —     | —          |
| Vecinos por Navalcarnero (VpN)           | 1324  | 8,85  | 2          | 1063  | 8,17  | 2          | —     | —     | —          | —     | —     | —          | —     | —     | —          |
| Ciudadanos (CS)                          | 402   | 2,68  | 0          | 1726  | 13,27 | 3          | 1539  | 12,68 | 3          | —     | —     | —          | —     | —     | —          |
| Podemos-Izquierda Unida (IU)             | 214   | 1,43  | 0          | 570   | 4,38  | 0          | 350   | 2,88  | 0          | 687   | 6,28  | 0          | 177   | 2,02  | 0          |
| Cambiemos Navalcarnero                   | —     | —     | —          | —     | —     | —          | 2033  | 16,75 | 4          | —     | —     | —          | —     | —     | —          |
| Unión Reformista Ciudadana (URCi)        | —     | —     | —          | —     | —     | —          | 1031  | 8,50  | 2          | —     | —     | —          | —     | —     | —          |
| Partido Democrático Popular (PDAP)       | —     | —     | —          | —     | —     | —          | 651   | 5,36  | 1          | 870   | 7,96  | 1          | —     | —     | —          |

## Servicios

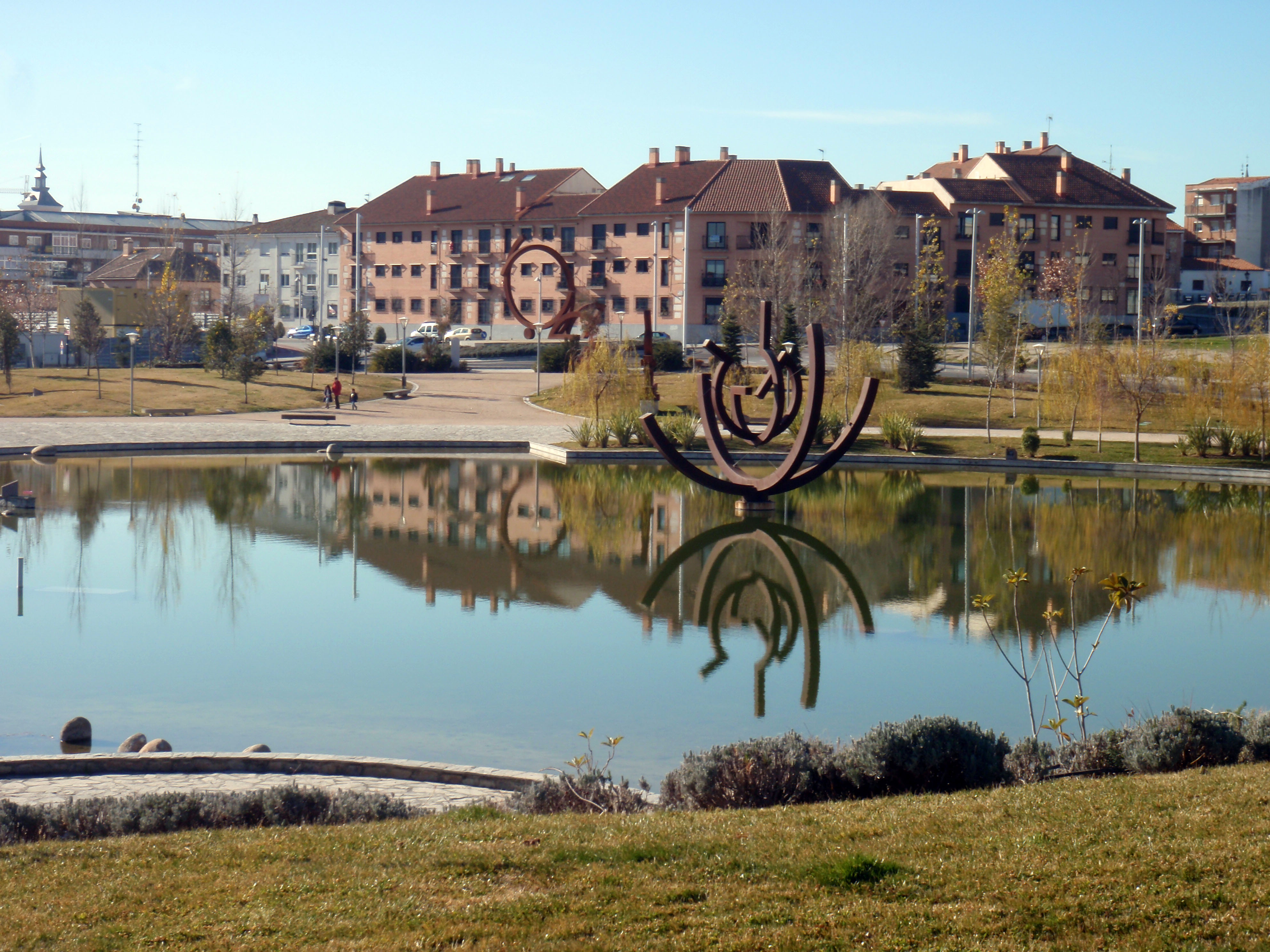
Parque Feliciano Hernández

En Navalcarnero hay seis escuelas infantiles (tres públicas y tres privadas), cuatro colegios públicos de educación infantil y primaria, dos institutos de educación secundaria y tres colegios privados (con y sin concierto).
Es sede de la BESCAM, policía de la Comunidad de Madrid.

### Transporte

#### Carreteras
Se accede desde Madrid por la autovía de Extremadura (A-5 E-90). Otras carreteras que pasan por el municipio son la M-404 (hacia Chinchón), la M-600 (hacia El Escorial), la M-507 (hacia Cadalso de los Vidrios), y la autopista radial R-5.

#### Autobuses
La empresa de transportes Arriva Madrid (anteriormente Arriva DeBlas, o De Blas y Cia), realiza servicios de autobuses que unen Navalcarnero con Móstoles y con otros municipios de su comarca. Estos servicios se prestan mediante las líneas:
- Línea 529: Móstoles (Hospital Rey Juan Carlos) - Navalcarnero - El Álamo.
- Línea 529A: Móstoles (Hospital Rey Juan Carlos) - Navalcarnero - Batres.
- Línea 529H: Móstoles (Hospital Rey Juan Carlos) - Navalcarnero (Por barrios de El Pinar y San Andrés).
- Línea 531: Móstoles (Hospital Rey Juan Carlos) - Navalcarnero - Sevilla la Nueva.
- Línea 531A: Móstoles (Hospital Rey Juan Carlos) - Navalcarnero - Sevilla la Nueva - Villanueva de Perales - Villamantilla.

También existe conexión con localidades de la carretera M-600 mediante la siguiente línea.
- Línea 530: Navalcarnero - Sevilla la Nueva - Brunete - Villanueva de la Cañada (Universidad Alfonso X El Sabio),

Y con Madrid, desde la Estación de Príncipe Pío, mediante las líneas:
- Línea 528: Madrid - Navalcarnero.
- Línea 538: Madrid - Navalcarnero (Barrios de El Pinar y San Andrés, finalizando en Barrio de La Dehesa). Presta servicios por el Centro Penitenciario.
- Línea 539: Madrid - Navalcarnero - El Álamo.

Desde 2019, cuenta con una línea nocturna de autobuses que tiene su cabecera en el Paseo de la Virgen del Puerto, junto a la estación de Príncipe Pío. Esta línea, anteriormente era un servicio nocturno de la línea 528 que funcionaba los fines de semana y festivos. Tras aprobar la Comunidad de Madrid junto con el Consorcio de Transportes de Madrid dotar de autobuses nocturnos a municipios de más de 10000 habitantes, esta línea también ofrece algunos servicios a los municipios de El Álamo y Sevilla la Nueva. En la actualidad es:
- Línea N505: Madrid (Príncipe Pío - Paseo de la Virgen del Puerto) - Navalcarnero.

En la misma localidad, esta compañía realiza también servicios de línea urbana que unen los nuevos desarrollos urbanísticos con el casco antiguo. Ello lo realiza mediante la línea:
- Línea 1: Barrio de la Dehesa - Barrios de El Pinar y San Andrés.

La empresa de autobuses El Gato Bus (Grupo InterBus) presta también servicios de transporte en este municipio mediante las siguientes líneas:
- Línea 541: Madrid - Alcorcón - Móstoles - Navalcarnero - Villamanta - Aldea del Fresno - Méntrida - La Torre de E. Hambrán.
- Línea 545: Madrid - Alcorcón - Móstoles - Navalcarnero - Villamanta - Aldea del Fresno - Villa del Prado - Cadalso de los Vidrios - Cenicientos - Sotillo de la Adrada.
- Línea 546: Madrid - Alcorcón - Móstoles - Navalcarnero - Villamanta - Aldea del Fresno - Villa del Prado - Cadalso de los Vidrios - Cenicientos - Rozas de Puerto Real - Entrepinos - Casillas.
- Línea 547: Madrid - Alcorcón - Móstoles - Navalcarnero - Villamanta - Aldea del Fresno - Villa del Prado (por Urbanización El Encinar del Alberche) - Almorox - Paredes de Escalona - Aldea en Cabo.
- Línea 548: Madrid - Alcorcón - Móstoles - Navalcarnero - Villamanta - Aldea del Fresno - Calalberche.

La empresa de transportes CEVESA realiza servicios que unen la Estación de RENFE Cercanías y Metro de Alcorcón con la Urbanización Calypo/Fado (Navalcarnero / Casarrubios del Monte), mediante la línea:
- Línea 535: Alcorcón - Móstoles - Navalcarnero - Urbanización Calypo/Fado.

#### Ferrocarril
En el año 2008 la Comunidad de Madrid empezó a realizar trabajos de construcción de una nueva línea férrea de RENFE Cercanías, que será una prolongación de la actual línea C-5 (Móstoles-Alcorcón-Madrid (Atocha)-Leganés-Fuenlabrada-Humanes). La nueva línea partirá desde Navalcarnero con siete nuevas estaciones en su trayecto, para después conectar en Alcorcón (Estación de Las Retamas) con la actual línea ferroviaria hasta sus destinos habituales.
Desde enero de 2010 no se realizan trabajos en esta línea férrea y no se dispone de plazos para su continuación.

## Cultura

### Arquitectura y escultura

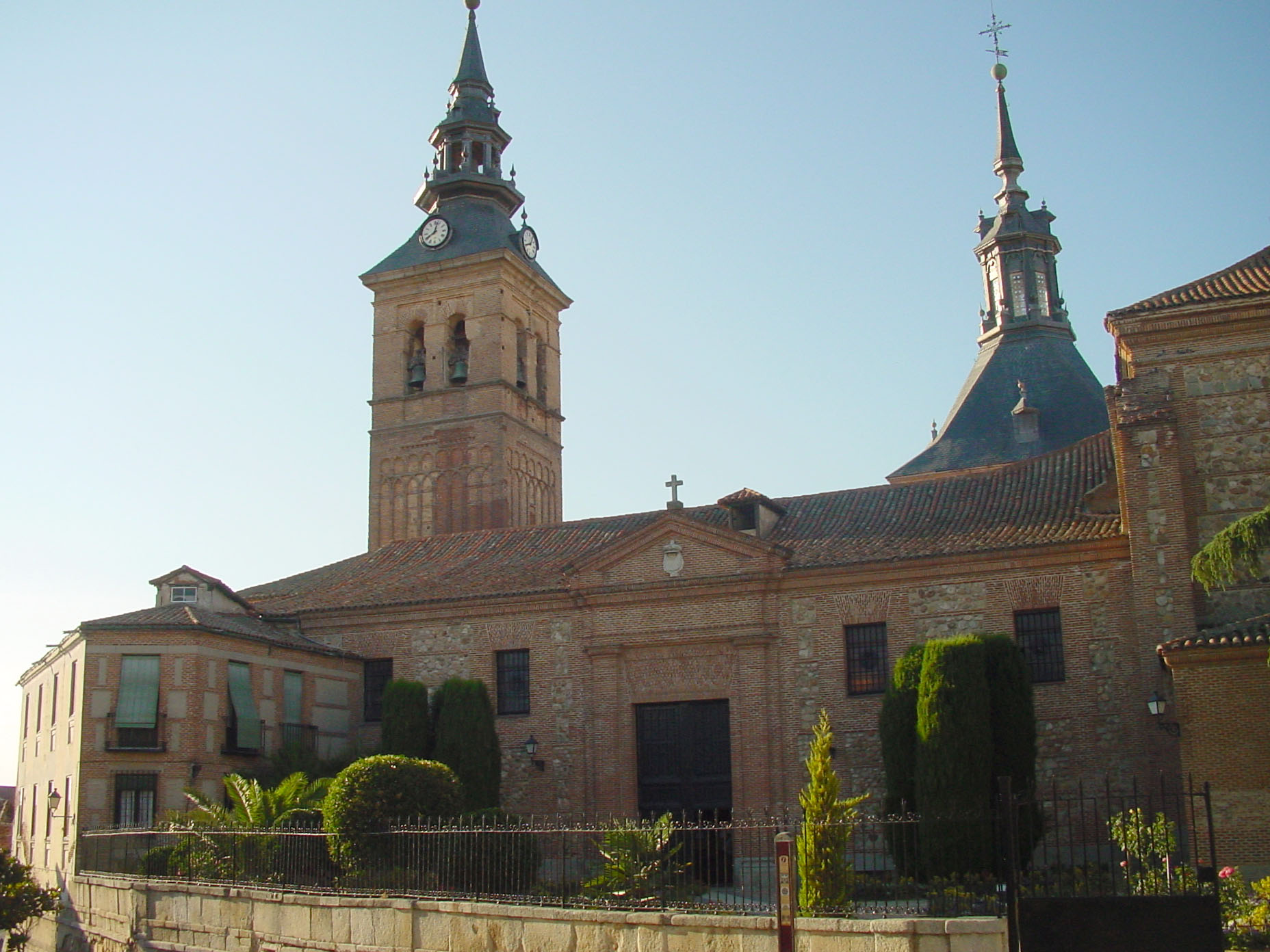
Exterior de la iglesia de Nuestra Señora de la Asunción

En el patrimonio arquitectónico de la localidad figuran inmuebles como la iglesia de Nuestra Señora de la Asunción y la de Covadonga, además de la denominada Casa de la Cadena, de la que solo queda una portada, y la Casa de la Lonja. Bajo la plaza de Segovia se ha excavado un sistema de cuevas, denominado «Cuevas del Concejo».

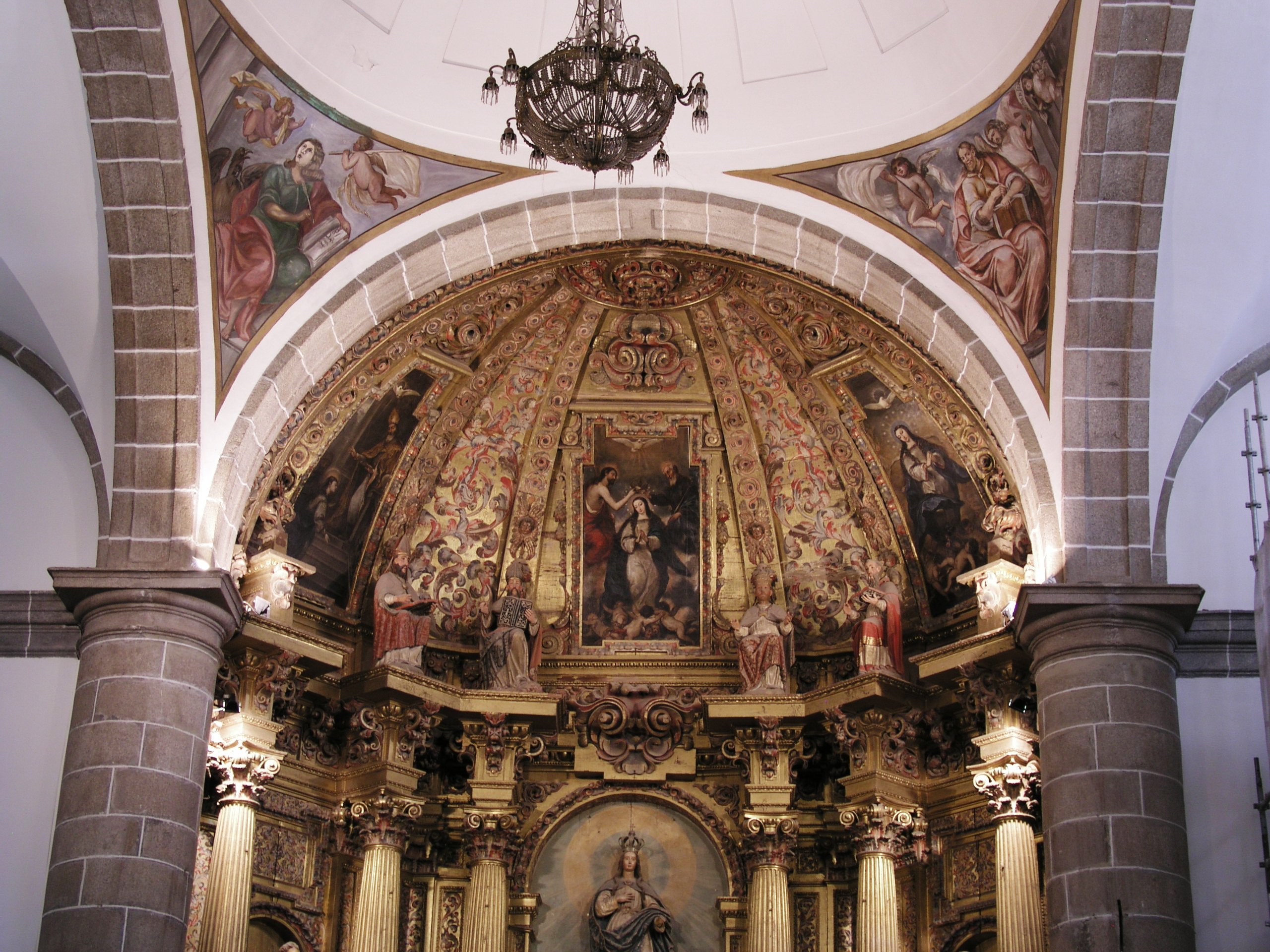
Interior de la iglesia de Nuestra Señora de la Asunción

Entre los monumentos de la villa se cuentan el Jardín de Cristal (Crystal Garden) —un conjunto escultórico de Dennis Oppenheim—, el monumento a Felipe IV y el monumento a los Encierros.

### Gastronomía
La cocina de Navalcarnero mantiene viva las artes culinarias tradicionales castellanas. De entre sus platos destaca la olla del segador, se trata de un cocido muy similar en sus contenidos al cocido madrileño con el que se alimentaban antaño los jornaleros que iban a segar el trigo, de ahí su nombre. Es muy popular debido al famoso garbanzo de Navalcarnero.

### Folclore
El principal exponente del folclore y los bailes populares del municipio es la Asociación Recreativa, Artística y Cultural Amigos de Navalcarnero (ARACAN). Esta entidad, fundada en 1977, ha hecho promoción de las tradiciones locales, organizando diversos festivales y encuentros folclóricos, y actuando por otros puntos de la geografía española e incluso en otros países. La asociación fue fundadora de la Confederación de Folclore del Estado español y es miembro de la Federación de Grupos Tradicionales Madrileños. En el año 2008, el Ayuntamiento les dedicó un monumento.

### Fiestas
El 8 de septiembre tiene lugar la festividad de Nuestra Señora de la Concepción, patrona de Navalcarnero, y el 15 de mayo la festividad de san Isidro Labrador, patrón de Navalcarnero.
Son característicos los tradicionales encierros nocturnos de Navalcarnero, que se celebran entre el 9 y el 11 de septiembre, a la una de la madrugada, entre fuertes medidas de seguridad debido a la especial peligrosidad que revisten.

### Actividades culturales

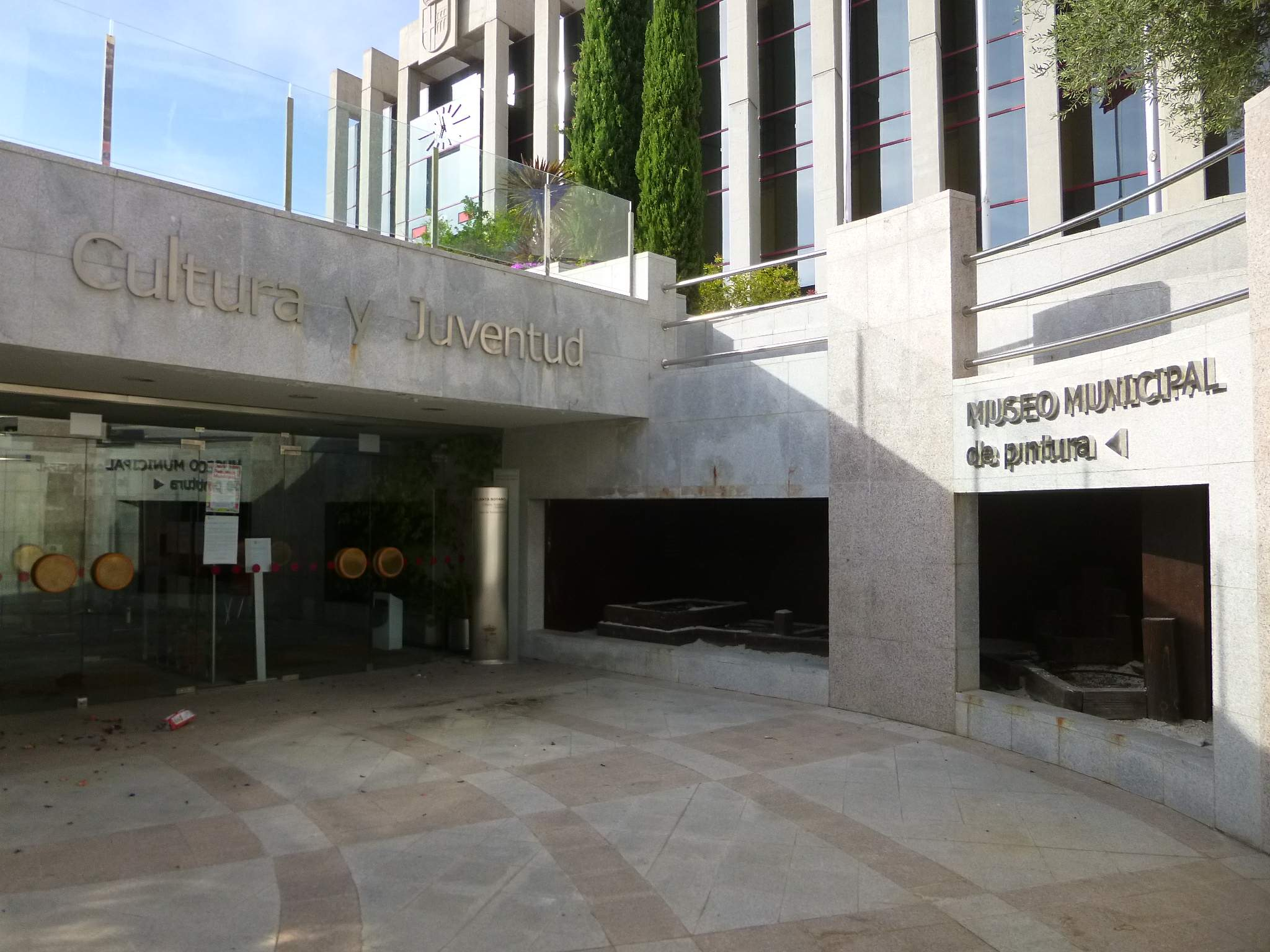
Museo municipal de pintura

Entre los edificios de carácter cultural de la villa se encuentran como el Museo del Vino, el Centro de Interpretación de Navalcarnero (CINC), el Museo de Feliciano Hernández y la Casa de la Cultura. También hay un teatro Municipal Centro.
Durante la primera década de los años 2000 se celebraba anualmente el Festival de Cine de Humor de Navalcarnero, que constaba de una sección competitiva de cortos de humor y la proyección, fuera de concurso, de películas españolas del panorama actual.
Navalcarnero cuenta con una escuela de música y danza, además de con una banda municipal que actúa a lo largo del año en eventos como procesiones, pasacalles, festejos taurinos y conciertos, entre los que destaca su peculiar concierto anual de Santa Cecilia. Fuera de Navalcarnero, esta banda participó en la cuarta edición de la Noche en Blanco de Madrid, o el evento Bandas al Fresco, llevado a cabo en el parque del Retiro. También existen otras agrupaciones como una big band, pop band, una coral y un grupo de pulso y púa, coros y danzas. A partir de marzo del año 2010 se celebraron varios concursos de composición musical en la villa.

### Medios de comunicación
El municipio cuenta con varios medios informativos. Desde el Ayuntamiento se edita el boletín Navalcarnero Hoy. Esta publicación vino a sustituir, a partir de 2015, al periódico La Crónica de Navalcarnero y a la revista cultural y social Más que Ocio, que se editaban con el anterior equipo de gobierno.
La iniciativa privada publicó desde 2015 hasta 2017 la revista Info Ocio Navalcarnero. En el pasado existieron también dos publicaciones independientes, actualmente desaparecidas: el periódico quincenal El Progreso y la revista de información comarcal Nuestros Pueblos. En el ámbito radiofónico, existe una pequeña emisora local denominada Onda Pacheli. 

### Deporte

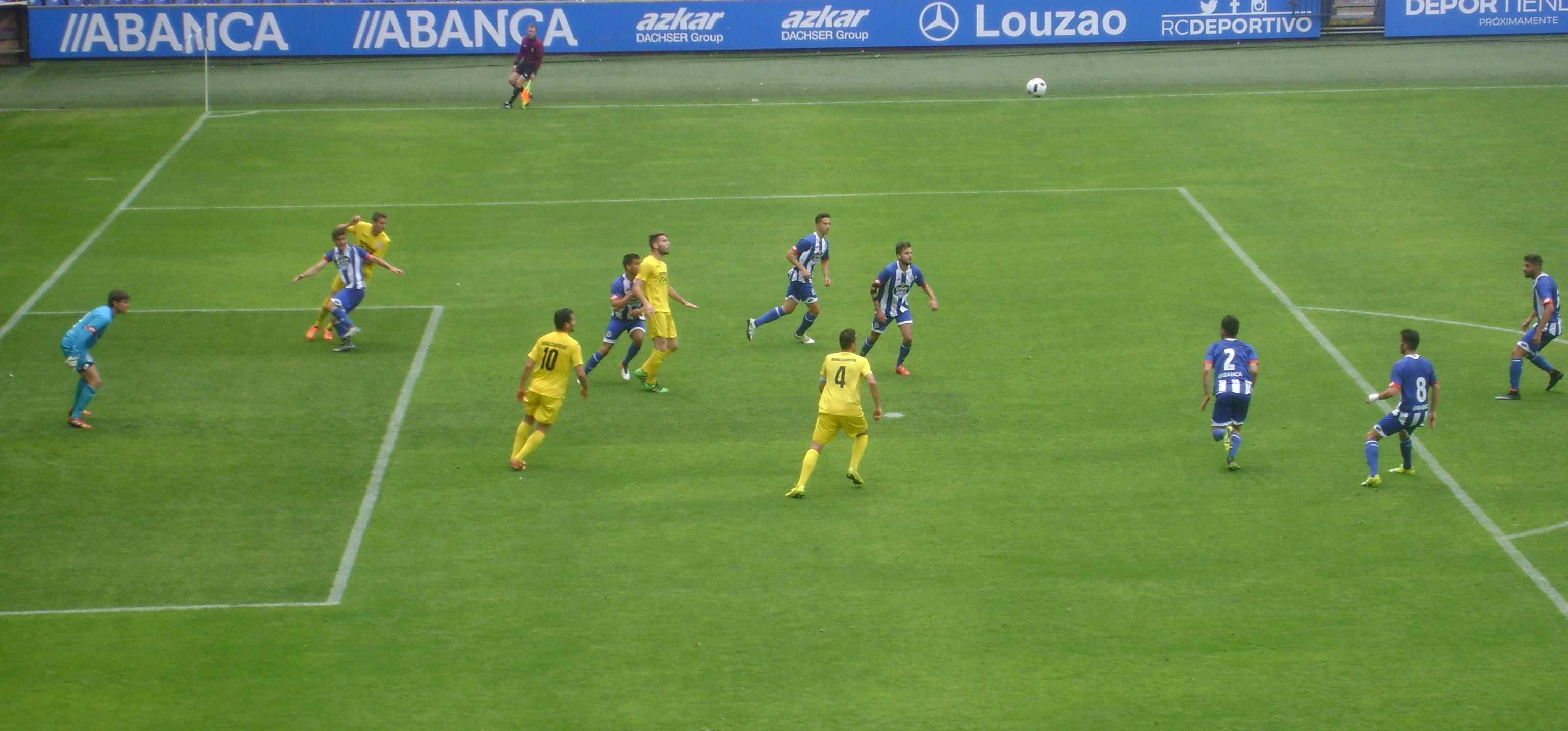
Partido disputado entre el Deportivo B y el CDA Navalcarnero

En cuanto a infraestructuras públicas, existen los campos de fútbol de Los Manzanos, los polideportivos La Estación y Covadonga, la piscina de verano de Covadonga y la piscina cubierta Martín López Zubero.
En lo que a equipos profesionales se refiere, en la élite deportiva nacional cuenta con el equipo femenino de fútbol sala Atlético de Madrid Navalcarnero. El equipo de fútbol es el Club Deportivo Artístico Navalcarnero, el cual ha llegado a jugar en la 2.ª división B española, volviendo a ascender a 2.ª B el 26 de junio de 2016.
También cabe mencionar el Club Baloncesto Navalcarnero, el Fútbol Sala Navalcarnero y los equipos de fútbol Atlético Navalcarnero e Independiente Navalcarnero, que militan en categorías regionales.

### En la literatura
La novela Sospecha de José Ángel Mañas está en parte ambientada en Navalcarnero.

## Personas destacadas

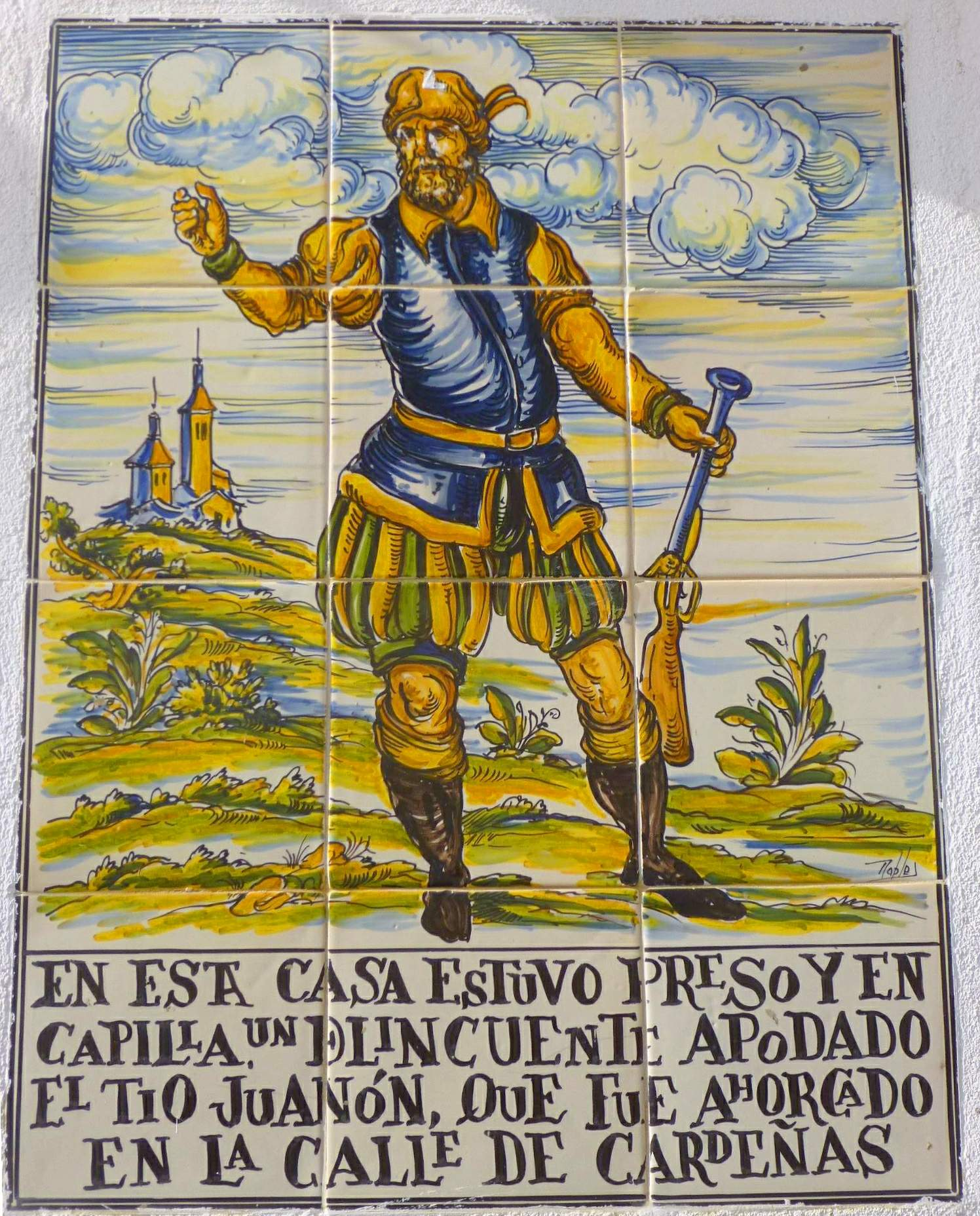
Placa de azulejos en recuerdo del tío Juanón

## Ciudades hermanadas
- Segovia (España)[17]
- Vaux-le-Pénil (Francia)[18]